# Cirkus (film)
Pour les articles homonymes, voir Cirkus.
Pour plus de détails, voir Fiche technique et Distribution.
Cirkus est une comédie dramatique indienne réalisée par Rohit Shetty et sortie en 2022.

## Fiche technique
- Titre original : Cirkus
- Réalisation : Rohit Shetty
- Scénario : Yunus Sajawal, Sanchit Bedre, Vidhi Ghodgaonkar et Farhad Samji
- Musique : Badshah, D.J. Chetas, Lijo George, Amar Mohile et Devi Sri Prasad
- Photographie : Jomon T. John
- Montage : Bunty Nagi
- Décors :
- Costumes :
- Production : Bhushan Kumar et Rohit Shetty
- Sociétés de production : Reliance Entertainment, Rohit Shetty Picturez et T-Series Films
- Société de distribution : Reliance Entertainment et Aanna Films
- Pays de production :  Inde
- Langue originale : hindi
- Format : couleur — 2,35:1
- Genre : Comédie dramatique
- Durée : 142 minutes
- Dates de sortie :
  - France : 21 décembre 2022
  - Indie : 23 décembre 2022

## Distribution
- Ranveer Singh
- Pooja Hegde
- Jacqueline Fernandez
- Deepika Padukone
- Sanjay Mishra
- Tiku Talsania
- Johnny Lever